# Frederiksted
Frederiksted is een stad op de Amerikaanse Maagdeneilanden en ligt in het zuidwesten van het eiland Saint Croix. In 2020 had de plaats 2.303 inwoners.

## Geschiedenis
In 1733 werd Saint Croix door Frankrijk aan de Deense West-Indische en Guineese Compagnie. Op 19 oktober 1751 werd besloten een plaats te bouwen in het westen van het eiland. De plaats werd Frederiksted genoemd naar koning Frederik V. In 1752 werd begonnen met de aanleg van Fort Frederik om het eiland te beschermen tegen piraten en vijandige mogelijkheden. Het fort was in 1760 gereed.
Op 25 oktober 1776, tijdens de Amerikaanse Onafhankelijkheidsoorlog, werden saluutschoten gegeven vanaf Fort Frederik aan een passerend Amerikaans schip, en kreeg de plaats de bijnaam "Freedom City". In 1848 was Frederiksted de plaats het toneel van een van de belangrijkste gebeurtenissen in de geschiedenis van Saint Croix. 8000 slaven marcheerden van het nabijgelegen Estate LaGrange naar het fort en eisten hun vrijlating. Op 3 juli 1848 gaf Gouverneur Von Scholten hun de vrijheid. In 1878 werd de plaats door een brand verwoest tijdens een opstand, en opnieuw gebouwd in Victoriaanse stijl.
In de 21e eeuw wordt de economie van Frederiksted gedomineerd door het toerisme. Het is de enige plaats op het eiland is met een pier voor de cruiseschepen, en de luchthaven Henry E. Rohlsen bevindt zich ten oosten van de stad. Op loopafstand van het centrum en de pier bevindt zich Fort Frederik Beach, een strand, maar als de cruiseschepen in de haven liggen kan het erg druk zijn.

## Bezienswaardigheden
De St. George Village Botanical Garden is een botanische tuin op een voormalige suikerrietplantage. Het bevindt zich ongeveer 3 km ten oosten van Frederiksted. 
In de zuidwestenpunt bevindt zich Sandy Point National Wildlife Refuge. Het is het langste strand van het eiland, en wordt door schildpadden gebruikt om hun eieren te leggen. Van 1 april tot 1 september is het strand niet te bezoeken.

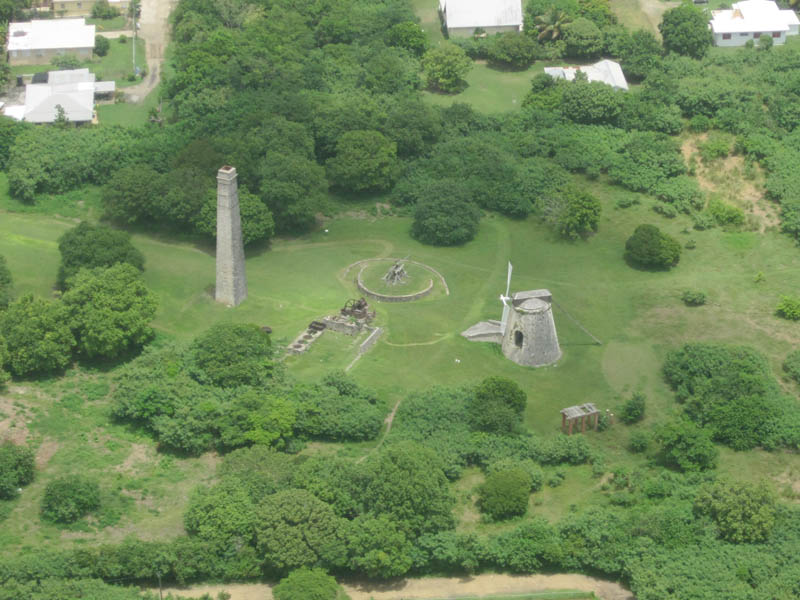
Schoorsteen en windmolen van de Whim Plantation

De voormalige suikerrietplantage Whim Plantation bevindt zich ongeveer 3 km ten zuidenoosten van Frederiksted. De plantage was in 1743 gesticht als katoenplantage. In 1754 werd overgestapt naar suikerriet, en de plantage bleef in productie tot de jaren 1920. In 1932 werd Whim Plantation gekocht voor kleinschalige landbouw, maar het project was niet succesvol. De gebouwen zijn gerestaureerd en het Estate Whim Museum werd opgericht om een historisch overzicht te bieden van de suikerrietteelt. In 2017 werd de plantage getroffen door orkaan Irma, en in 2022 was het plantagehuis en windmolen onder reconstructie.
De destilleerderij van Cruzan Rum bevindt zich ongeveer 6 km ten oosten van Frederiksted. De destilleerderij is in 1760 opgericht, en worden rondleidingen door de fabriek gegeven.

## Geboren
- LaVerne Jones-Ferrette (1981), atlete
- Cyril King (1921—1978), politicus en gouverneur[16]

## Galerij

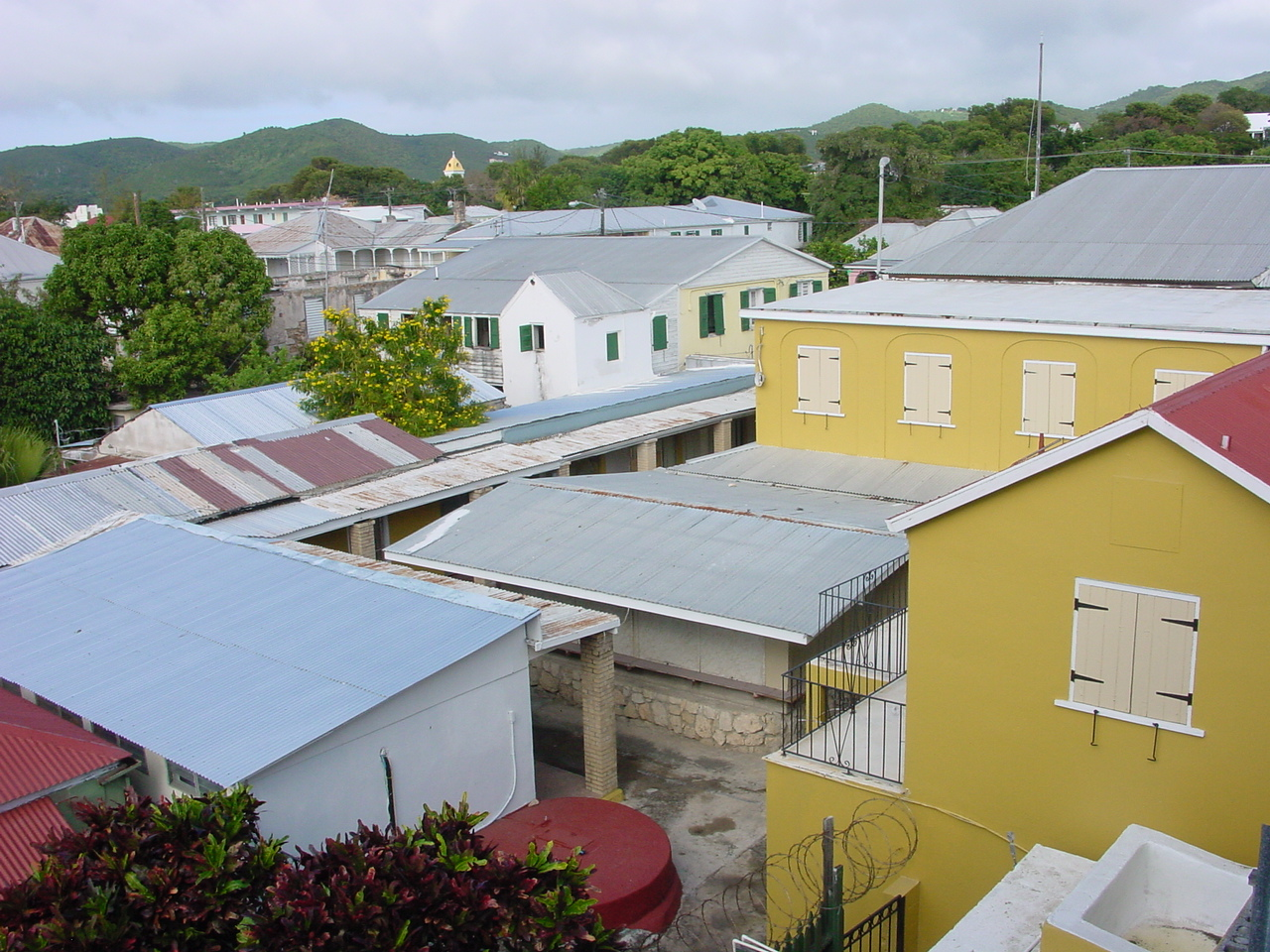
Daken van Frederiksted
Vrouwen wachten op de vissersboten (1941)
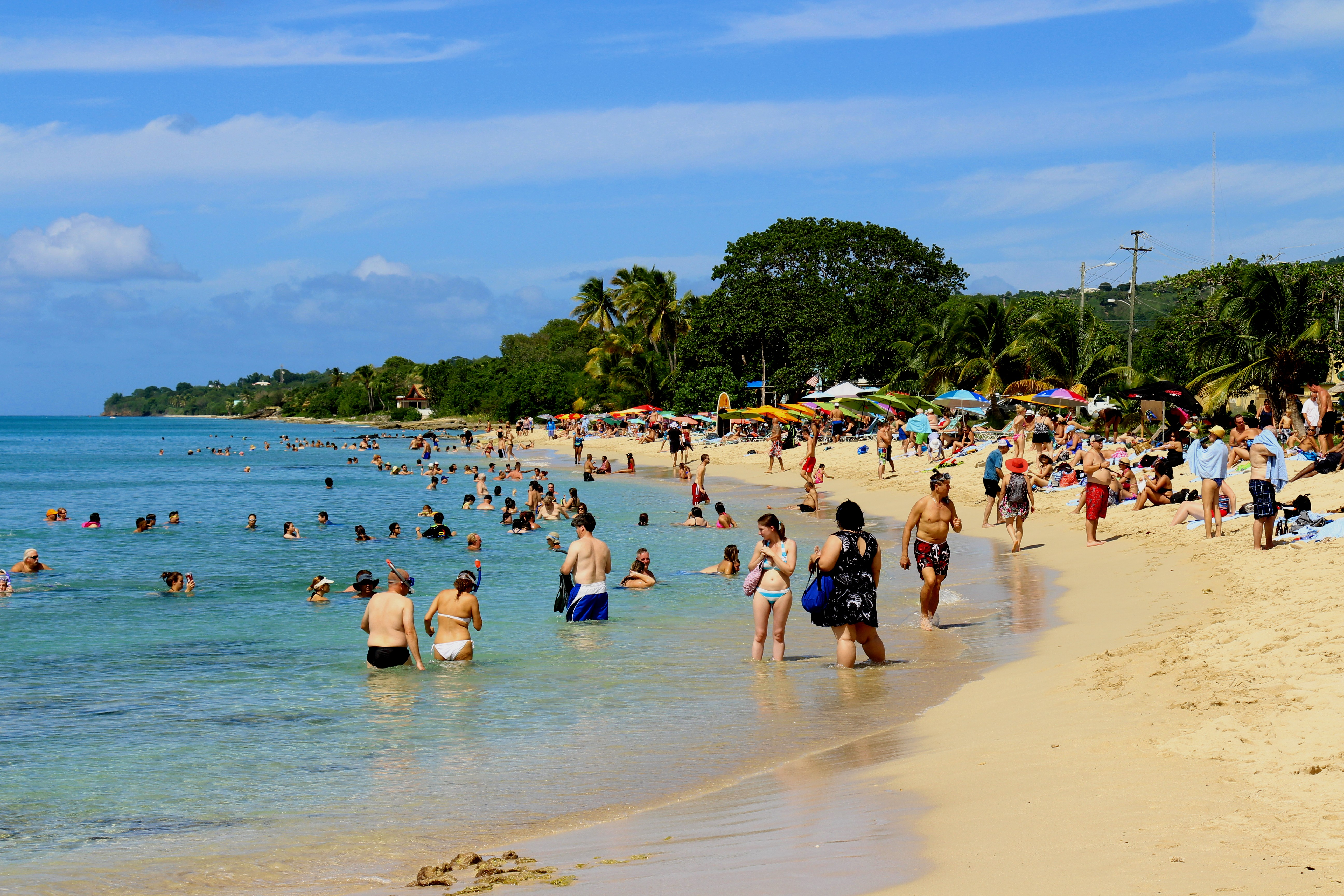
Strand van Frederiksted
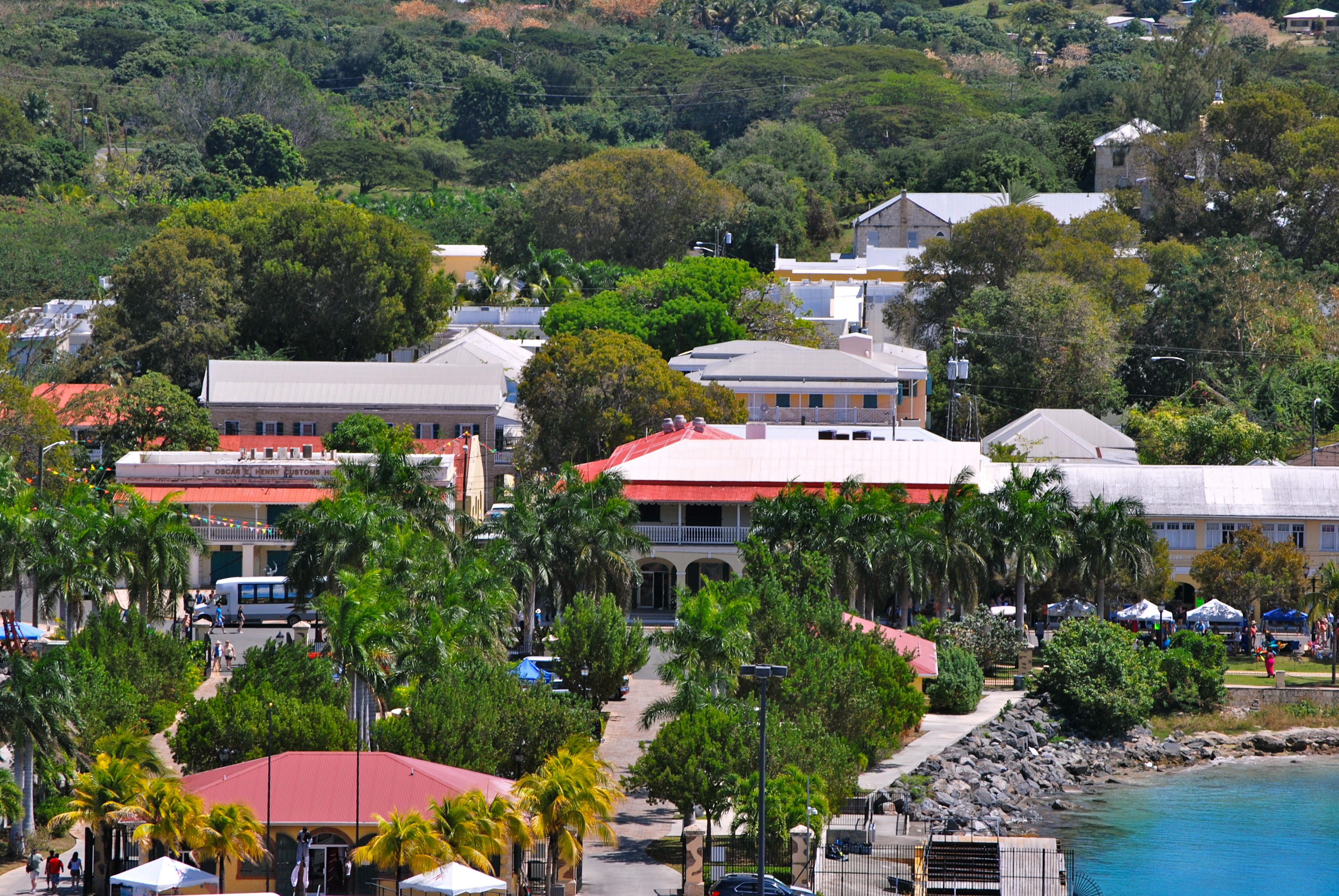
Huizen in Saint Croix

Charlotte Amalie · Christiansted · Coral Bay · Cruz Bay · East End · Frederiksted · Sion Farm · Tutu